# أولاد مومن (لغواط)
أولاد مومن هو دُوَّار يقع بجماعة واد الجديدة، عمالة مكناس، جهة فاس مكناس في المملكة المغربية. ينتمي الدوّار لمشيخة لغواط التي تضم 6 دواوير. يقدر عدد سكانه بـ 506 نسمة حسب الإحصاء الرسمي للسكان والسكنى لسنة 2004.

## روابط خارجية
- البوابة الوطنية للجماعات الترابية
- المندوبية السامية للتخطيط